# M-18
M-18 là một phiên bản súng trường tấn công do Việt Nam cải tiến từ dòng súng trường M16A1 chiến lợi phẩm thu được sau chiến tranh Việt Nam. Được giới thiệu vào năm 2010, tuy nhiên, cho đến hiện tại, phiên bản này chỉ được trang bị khá hạn chế trong các lực lượng đặc nhiệm.

## Sơ lược
Từ giữa thập niên 1960, Mỹ cung cấp một số lượng rất lớn súng bộ binh M16A1 trang bị cho quân Mỹ và lực lượng đồng minh tại chiến trường Nam Việt Nam. Sau khi chiến tranh kết thúc, Việt Nam đã thu được một số lượng rất lớn chiến lợi phẩm, chỉ riêng số lượng súng M16 lên đến triệu khẩu. 
Mãi đến năm 2010, trong đợt Đại lễ Nghìn năm Thăng Long, một phiên bản carbine được gọi là M-18 xuất hiện trong đội hình diễu binh của các lực lượng đặc nhiệm. Dựa vào đặc điểm: nòng ngắn, báng có thể thay đổi độ dài và một số đặc điểm khác, M-18 được nhiều người nhận định có nét giống với XM177E2, thuộc họ CAR-15. Tuy nhiên, thực tế khẩu súng này được nhà máy Z111 của QĐNDVN sửa đổi lại từ khẩu súng trường M16 thu được sau chiến tranh. Từ những hình ảnh cận cảnh trên thân súng với những chữ khắc chìm thì có thể nhận định chính xác những khẩu súng này là những khẩu súng M16 sau khi hoán cải mà thành. Trên thân súng M18 trong lần diễu binh kỷ niệm 1000 năm Thăng Long Hà Nội thì súng được khắc dòng chữ XM16E1 (một phiên bản của M16A1) thay vì là XM177E2. Như vậy, rõ ràng M18 không phải từ XM177E2 cải tiến mà có.  

## Giới thiệu
Sau khi được Z111 sửa đổi, súng có thêm dấu khắc ở bên phải hộp khóa nòng dưới, thể hiện ngôi sao có đường kẻ chia 5 cánh nằm trong vòng tròn, bên trong ngôi sao đánh số 11 của nhà máy, dưới vòng tròn có khắc số súng mới. Số súng mới cũng được khắc ở hộp khóa nòng trên, vị trí ở phía trên, bên trái cửa thoát đạn. Dấu khắc, số súng cũ của ArmaLite, Colt vẫn được giữa nguyên mặc dù ở nhiều súng đã khá mờ do mài mòn theo thời gian.
Phần dưới của M-18 với cơ cấu cò, băng đạn 20 viên và báng làm bằng nhựa,các phần làm khác làm bằng thép, hợp kim, nhôm và nhựa cứng (sợi thủy tinh hoặc polymer), tốc độ bắn khá nhanh. M-18 hoạt động theo nguyên lý trích khí khóa nòng chốt xoay, một phần năng lượng của thuốc súng khi cháy được trích để lên đạn và khởi động cơ cấu tự động của súng. Khi đó, chốt xoay được truyền chuyển động để hất vỏ đạn cũ qua khe, đồng thời nạp viên đạn mới vào nòng,được trang bị giảm thanh. Hình dáng bên ngoài của M-18 có nhiều đặc điểm giống với XM177E2, một mẫu súng thử nghiệm ở Việt Nam trong giai đoạn 1966-1970. Trong giai đoạn này, XM177E2 được thiết kế để sử dụng ở chiến trường Việt Nam. M-18 đã xuất hiện trong lễ diễu binh kỉ niệm 1000 năm Thăng Long (binh chủng đặc công và cảnh sát biển) tại Thủ đô Hà Nội được sơn màu đen mờ, súng ban đầu bị một số người lầm tưởng là Norinco CQ hoặc M4.

## Thông số kỹ thuật
| Thông số của M-18    |                                                                                                  |
| -------------------- | ------------------------------------------------------------------------------------------------ |
| Trọng lượng khoảng   | 2,5 kg (khi chưa lắp thêm các khí tài và phụ kiện)                                               |
| Tốc độ bắn lý thuyết | 750 phát/phút.(12 phát/giây)                                                                     |
| Kiểu lên đạn         | Cần Derlin                                                                                       |
| Cỡ đạn               | 5,56 x 45 mm NATO M855                                                                           |
| Chế độ bắn           | Tự động liên thanh và điểm xạ (bán tự động)                                                      |
| Số lượng đạn         | 20 viên hoặc 30 viên, có thể lắp thêm băng đạn hình trống kép Beta-C có số đạn lên tới 100 viên. |

- Quốc gia chế tạo:  Hoa Kỳ,  Việt Nam
- Quốc gia sử dụng:  Hoa Kỳ,  Việt Nam